# Stazione di Fujita
La stazione di Fujita (藤田駅?, Fujita-eki) è una stazione ferroviaria situata della cittadina di Kunimi, nella prefettura di Fukushima, in Giappone, ed è servita dalla linea principale Tōhoku regionale della JR East.

## Servizi ferroviari
East Japan Railway Company
■ Linea principale Tōhoku (servizi regionali)

## Struttura
La stazione è dotata di un marciapiede a isola e uno laterale con due binari passanti in superficie, collegati da un sovrappassaggio. Supporta la bigliettazione elettronica Suica.
| 1 | ■ Linea principale Tōhoku | per Fukushima, Fujitayama e Kuroiso           |
| 2 | ■ Linea principale Tōhoku | per i treni aventi origine da questa stazione |
| 3 | ■ Linea principale Tōhoku | per Shiroishi, Iwanuma e Sendai               |

## Stazioni adiacenti
| «                       | Servizio                | »                       |
| Linea principale Tōhoku | Linea principale Tōhoku | Linea principale Tōhoku |
| ----------------------- | ----------------------- | ----------------------- |
| Fujita                  | Locale                  | Kaida                   |
| Fujita                  | Sendai City Rapid       | Shiroishi               |